# Black Panties
Black Panties — девятый студийный альбом R&B певца R. Kelly, релиз которого состоялся 6 ноября 2013 года в Великобритании и 2 декабря в США. Альбом дебютировал на # 4 в Billboard 200 с продажами в 133000 копий в первую неделю. В настоящее время продано более 500000 копий диска.

## Синглы
Первый сингл альбома Number One, написанный при участии Keri Hilson, был выпущен 28 июля 2009 года. Видео было выпущено 18 августа.

## Список композиций
1. «Legs Shakin» (при участии Ludacris)
2. «Cookie»
3. «Throw Money On You»
4. «Prelude»
5. «Marry the Pussy»
6. «You Deserve Better»
7. «Genius»
8. «All the Way» (при участии Kelly Rowland)
9. «My Story» (при участии 2 Chainz)
10. «Right Back»
11. «Spend That» (при участии Young Jeezy)
12. «Crazy Sex»
13. «Shut Up»

## Позиция в Чартах
| Chart (2009)                          | Высшая позиция |
| ------------------------------------- | -------------- |
| U.S. Billboard 200                    | 4              |
| U.S. Billboard Top R&B/Hip-Hop Albums | 2              |